# Mesothen semiflava
Mesothen semiflava är en fjärilsart som beskrevs av Rothschild 1911. Mesothen semiflava ingår i släktet Mesothen och familjen björnspinnare. Inga underarter finns listade i Catalogue of Life.